# A viso aperto
A viso aperto (Showdown) è un film del 1973, diretto dal regista George Seaton.

## Trama
Con l'aiuto di tre complici, Billy Massey compie una rapina ad un treno nella contea il cui sceriffo è il suo vecchio amico Charles “Chuck” Jarvis, che, una volta saputo dai testimoni che il rapinatore è il vecchio amico, decide di inseguirlo personalmente, nonostante il procuratore distrettuale non sia dello stesso avviso. Nel corso della spartizione del bottino, i complici cercano di truffare Billy dandogli una parte minore dell'accordato, ma Billy uccide uno di loro e scappa con la refurtiva. Formata una squadra di scout indiani, tra cui Bisonte Rosso che conosce personalmente Billy, lo sceriffo si mette alla ricerca dei ladri, così come anche gli ex compari di Billy sono sulle sue tracce.
Rifocillatosi presso una fattoria, Billy continua la sua fuga facendo credere ai vecchi soci di viaggiare in direzione del Mexico, mentre in realtà ha ripreso la via verso il nord. Mentre tutti lo cercano, Billy va direttamente a casa del suo vecchio amico dove trova l'ospitalità della di lui moglie Kate, ma lo sceriffo ha intuito le intenzioni del fuggiasco e lo rintraccia a casa propria. Quando i due si affrontano con i revolver in mano, sarà proprio Kate a fermare lo scontro, convincendo Billy a costituirsi e facendo in modo che i due amici, sedutisi a tavola, concordino una versione dei fatti tale da convincere la giuria dell'innocenza di Billy, costretto dai complici a compiere la rapina.
Ma il procuratore respinge la dichiarazione di non colpevolezza di Billy, e chiede il nome dei complici per potergli accordare le circostanze attenuanti ed evitargli la condanna a morte. In attesa del processo e in assenza di Jarvis, Billy evade e la notizia della sua fuga raggiunge l'amico a Santa Fé, dove si è recato con la moglie. Tornato in città, Jarvis ha uno scontro con il procuratore che vuole ostinatamente la testa di Billy, e con la moglie che non vuole vada da solo in caccia dell'amico. Nel frattempo anche i vecchi complici di Massey si rimettono sulle sue tracce. Nonostante tutti gli accorgimenti messi in atto, Massey viene raggiunto sia dallo sceriffo sia dai vecchi complici che a loro volta hanno seguito lo sceriffo. A causa di un incendio provocato da un fulmine, durante un temporale, Billy rimane senza cavallo e la resa dei conti si avvicina velocemente. La mattina dopo il temporale Chuck raggiunge Billy e gli intima di arrendersi: mentre i due amici parlano, vengono presi di mira e raggiunti da colpi di fucile sparati dai vecchi complici di Massey. Dalla sparatoria esce vivo solo lo sceriffo.

## Critica
A viso aperto è l'ultimo film del regista George Seaton, e i critici risaltano la buona interpretazione dei due attori principali Rock Hudson e Dean Martin.

## Produzione
Il film venne girato in due stati degli Stati Uniti d'America, in California nella città di Kernville e nel Nuovo Messico nella città di Abiquiú e Chama.

## Distribuzione

### Data di uscita
- Finlandia, Rio Granden rautakourat 8 giugno 1973
- Svezia, Sista uppgörelsen 4 luglio 1973
- Germania dell'Ovest, Die Geier warten schon 26 luglio 1973
- USA, Showdown 21 novembre 1973